# Anoplodermatíneos
Anoplodermatíneos (Anoplodermatinae) é uma subfamília de coleópteros da família Vesperidae. Na qual compreende 27 espécies, distribuídas em dez gêneros e três tribos. As espécies estão restritas apenas na América do Sul.

## Tribos
- Anoplodermatini (Guérin-Méneville, 1840)
- Hypocephalini (Blanchard, 1845)
- Mysteriini (Prosen, 1960)